# The Glass House
The Glass House (pol. szklany dom) – amerykański program telewizyjny typu reality show, emitowany przez stację ABC.
Pierwsza (i jedyna) edycja wystartowała 18 czerwca 2012 r. i zakończyła się 20 sierpnia 2012 r. Jej zwycięzcą został Kevin Braun. Nagrodą dla zwycięzcy było 250 000 dolarów.

## Format
14 obcych sobie ludzi zostało zamkniętych w tytułowym „szklanym domu”, gdzie każdy ich ruch był śledzony przez kamery i mikrofony. Co tydzień mieszkańcy domu, podzieleni na dwie drużyny, wykonywali zadania. Kapitanami drużyn byli uczestnicy, którzy otrzymali najmniejszą liczbę głosów od widzów. Uczestnicy z drużyny, która przegrała zadanie (kapitan i jeden zawodnik wskazany przez resztę graczy) opuszczali dom. Widzowie głosowali, który z uczestników ma powrócić, a który ma zostać wyeliminowany. Widzowie mieli też wpływ na to, co mieszkańcy domu jedzą, jakie ubrania noszą i w jakich zadaniach biorą udział.

## Krytyka
Program spotkał się z negatywnym odbiorem. Premierowy odcinek obejrzały prawie 4 miliony widzów, jednak wraz z trwaniem sezonu ich liczba systematycznie spadała. 10 maja 2012 roku, amerykańska stacja CBS złożyła pozew przeciwko ABC o naruszenie praw autorskich. Stacja uznała, że The Glass House jest zbyt podobny do ich własnego reality show Big Brothera. Z krytyką CBS spotkał się też fakt, że przy realizacji The Glass House pracowali byli producenci Big Brothera. Stacja wycofała później pozew, jako powód podając niską oglądalność programu.